# الأمراض ذات الصلة بالأسبستوس
الأمراض المرتبطة بالأسبستوس هي أمراض الرئة والغشاء البِلّوري الناتجة عن استنشاق ألياف الأسبستوس. تشمل الأمراض المرتبطة بالأسبستوس الأمراض غير الخبيثة مثل التليف الرئوي (التليف الرئوي الناجم عن الأسبستوس)، والتغلغل المنتشر في غشاء الجنب، واللويحة الجنبية، والانصباب الجنبي، والانخماص الدائري، والأورام الخبيثة مثل سرطان الرئة وورم المتوسطة الخبيث.
الأشخاص الذين يعملون في وظائف ذات تعرض كبير لغبار الأسبستوس هم الأكثر عرضة للإصابة بالأمراض المرتبطة بالأسبستوس. ومع ذلك، بسبب الغبار المتراكم على ملابس العمال، فإن التعرض للأسبستوس (التعرض شبه المهني) قد يحدث أيضًا في منازل العمال. قد يتسبب التعرض البيئي غير المهني أيضًا في الإصابة بالأمراض المرتبطة بالأسبستوس. تم استخدام الأسبست على نطاق واسع في العديد من مواد البناء، لذلك بقيت كمية كبيرة من الأسبستوس في المباني قبل تقييد استخدام الأسبستوس في العديد من البلدان. قد تؤدي التجوية والشيخوخة في هذه المباني إلى إطلاق شظايا الأسبستوس في الهواء وتسبب مخاطر محتملة. على الرغم من صعوبة تحديد المخاطر الدقيقة للضرر، إلا أن أي شخص يتلف المواد التي تحتوي على الأسبستوس قد يتأثر بصيانة المنزل وتجديده.

## الفيزيولوجيا المرضية
عندما يتم إطلاق الأسبستوس في الهواء، تدخل ألياف الأسبست المستنشقة إلى الجهاز التنفسي العلوي والسفلي. تتم إزالة بعض الألياف المستنشقة بواسطة آلية المخاطية الهدبية، لكن ألياف الأسبستوس الطويلة والرقيقة قد تصل إلى الممرات الهوائية والحويصلات الهوائية السفلية ويمكن أن تبقى في الرئتين لسنوات عديدة. ألياف الأمفيبول ليست فعالة مثل السربنتين، لذلك من المرجح أن تتراكم في حمة الرئة البعيدة. تعالج الرئتان ألياف الأسبستوس كجسم غريب وتتسبب في تنشيط الجهاز المناعي المحلي للرئتين، مما قد يؤدي إلى التهاب وتلف الخلايا والأنسجة. على المدى الطويل، قد يؤدي هذا إلى تليف أو، في حالات نادرة، ورم خبيث. تدخل بعض ألياف الأسبستوس (ألياف قصيرة بشكل أساسي) إلى غشاء الجنب والفضاء البريتوني من الرئتين.

## الأمراض الجنبية غير الخبيثة المرتبطة بالأسبستوس
تشمل التشوهات الجنبية الحميدة المتعلقة بالأسبست أربعة أنواع من التغيرات الجنبية:
- البقع الجنبية
- منتشر سماكة الجنبي
- انصباب الأسبستوس الجنبي الحميد
- انخماص دائري (رئة مطوية)

يبدو أن غشاء الجنب أكثر حساسية لألياف الأسبست من حمة الرئة. لذلك، قد يكون سبب المرض الجنبي المرتبط بالأسبست هو جرعة أقل بكثير من الآفات الليفية في الرئتين.

### لويحات الجنبي
البلاك الجنبي هو أكثر مظاهر التعرض للأسبستوس شيوعًا، ويؤثر على ما يصل إلى 58% من العمال المعرضين للأسبستوس. يتراوح معدل الانتشار العام للأشخاص المتأثرين بالبيئة بين 0.53% و8٪. اللويحات الجنبية هي مناطق مقيدة من التليف الزجاجي (لويحات سميكة) تنفصل عن غشاء الجنب الجداري ونادرًا ما تُرى في غشاء الجنب الحشوي الذي يتطور بعد 20 إلى 40 عامًا من أول اتصال. بمرور الوقت (عادة أكثر من 30 عامًا)، عادةً ما يتكلس جزئيًا. تتكون من ألياف كولاجين ناضجة مرتبة في سلة منسوجة مفتوحة ومغطاة بخلايا ظهارية مسطحة أو مكعبة. له مظهر أبيض أو أصفر شاحب غير منتظم، وعادة ما يتم توزيعه على جدار الصدر الخلفي الجانبي والحجاب الحاجز المستعرض وغشاء الجنب المنصف.الكمية والحجم يختلفان. عادة ما تكون اللويحات الجنبية بدون أعراض، ولكن لا يزال هناك بعض الجدل حول هذا الموضوع. تم الإبلاغ عن الارتباط بين اللويحة الجنبية وألم الصدر، لكن لم يتم تأكيد ذلك في الدراسات الحديثة. وبالمثل، تم وصف الارتباط بين اللويحة الجنبية والضرر المقيِّد، الذي تقلل قدرته على الانتشار من القدرة على اختبار وظائف الرئة. هذه ليست نتيجة متسقة، ومن المتوقع أن هذا قد يكون مرتبطًا بالتليف الذي لم يتم العثور عليه في المراحل المبكرة. لا يزال التسبب في اللويحة الجنبية غير مؤكد. التفسير الأكثر ترجيحًا هو أن ألياف الأسبستوس تصل إلى غشاء الجنب الجداري من خلال السبيل اللمفاوي، مما يؤدي إلى استجابة التهابية في الجهاز اللمفاوي. يعتبر تصوير الصدر بالأشعة السينية أداة شائعة لتشخيص اللويحات الجنبية، لكن التصوير المقطعي المحوسب للصدر أكثر حساسية وتحديدًا في هذا الصدد. اللويحات الجنبية هي دليل على التعرض السابق للأسبستوس وتشير إلى زيادة مخاطر التطور المستقبلي للأمراض الأخرى المرتبطة بالأسبست. اللويحة الجنبية نفسها ليست خبيثة. في معظم أنظمة التعويض، لا يمكن عادةً تعويض الأفراد المصابين باللويحة الجنبية.

### منتشر سماكة الجنبي
السماكة الجنبية المنتشرة (DPT) هي سماكة ليفية غير مقيدة لغشاء الجنب الحشوي، مع وجود التصاقات على الجدار العلوي والمناطق التي تمحى فيها الفراغ الجنبي. عادة ما ينتشر على كامل شحمة الرئة أو منطقة الرئة، وتشمل مناطق الألياف فيه الزاوية الضلعية، والفيلق، وقاعدة الرئة والشق بين الفصوص. يتراوح سمكها من أقل من 1 مم إلى 1 سم أو أكثر، وقد تمتد عدة مليمترات في حمة الرئة. يمكن عادةً اكتشاف الخطوط الليفية من غشاء الجنب السميك إلى حمة الرئة («أقدام الغراب») في التصوير المقطعي المحوسب. يحدث التهاب الجنبة المنتشر بعد 20 إلى 40 عامًا من التعرض الأول. يمكن أن تسبب جميع أنواع الأسبستوس سماكة غشاء الجنبي منتشر، وقد تم وصف العلاقة المتعلقة بالجرعة. يُعتقد أن ألياف الأسبستوس التي تصل إلى غشاء الجنب تحفز الخلايا الليفية تحت الجافية والخلايا الظهارية لإنتاج نسيج ندبي وترسب الكولاجين، مما يؤدي إلى سماكة الطبقة تحت الجافية. عادة ما تتعايش اللويحات البِلّورية مع DPT، على الرغم من أن الأخير نادر مقارنة باللويحات الجنبية. وفقًا لقانون التحكم في التنفس في مكان العمل الأسترالي (SABER)، يمثل DPT 22% من جميع الأمراض المرتبطة بالأسبستوس. يبدأ عادة مع التهاب غشاء الجنب مع الانصباب الجنبي. يشكو معظم المرضى من ضيق في التنفس، لكن آلام الصدر مرتبطة أيضًا بهذا المرض. DPT له تأثير كبير على وظائف الرئة، مما يؤدي إلى انخفاض في القدرة الحيوية القسرية، وبالتالي تقليل القدرة الحيوية الكلية والقدرة على الانتشار. الحد من الخلل الوظيفي هو نتيجة التصاق الطبقة الجدارية بغشاء الجنب الحشوي وإصابة الحجاب الحاجز. هناك حاجة إلى التصوير الطبي لتشخيص سماكة الجنب المنتشر. المظهر على ظهر الأشعة السينية للصدر مستمر وغير منتظم. وفقًا لتصنيف منظمة العمل الدولية (2000)، إذا تم تدمير زاوية الحوض الجنبي عند الاتصال بسمك الجنبي 3 مم، فيُعتبر أن هناك سماكة منتشرة في الجنبي. يعد التصوير المقطعي المحوسب أكثر حساسية من الأشعة السينية للصدر ويمكنه الكشف عن سمك الجنبي المبكر (أي بسمك 1-2 مم). يُعرّف نظام التصنيف الأكثر شيوعًا السماكة الجنبية المنتشرة على أنها سماكة جنبية مستمرة أكبر من 5 سم، وأكبر من 8 سم داخل الجمجمة، وسمك أكبر من 3 مم. بسبب سماكة غشاء الجنب المنتشر، يعاني معظم المرضى من ضعف خفيف فقط. خيارات العلاج محدودة، ولكن يجب دراسة أي ألم جديد أو شديد لاستبعاد الأورام الخبيثة. في معظم أنظمة التعويض، يحق للمرضى الحصول على تعويض يتناسب مع شدة الإعاقة.

### انصباب الأسبستوس الجنبي الحميد
الانصباب الجنبي الحميد للأسبست هو انصباب جنبي نضحي (انصباب بين طبقتين من الجنب) بعد التعرض للأسبستوس. إنه شائع جدًا في أولى مظاهر المرض بعد التعرض للأسبستوس، وعادة ما يحدث في غضون 10 سنوات بعد التعرض للأسبستوس. قد يكون الانتصاب بدون أعراض، ولكنه نادرًا ما يسبب الألم والحمى وضيق التنفس. عادة ما يستمر الانتصاب لمدة 3-4 أشهر ثم يختفي تمامًا. يمكن أن تتطور أيضًا إلى انتشار سماكة الجنب. يعتمد التشخيص على تاريخ متوافق مع الأسبستوس لاستبعاد الأسباب المحتملة الأخرى.

### انخماص مدور
يتشكل انخماص الرئة المستدير (المعروف أيضًا باسم Blesovsky أو متلازمة الرئة المطوية) عن طريق طي وغشاء الجنب الحشوي ويتداخل مع انهيار حمة الرئة. يظهر ككتلة في التصوير، والتي قد يعتقد خطأ أنها ورم. في فحص الصدر بالأشعة المقطعية، يبدو أن الجودة متشابهة، مثل الرئتين المحيطتين المجاورتين غائمتين، وغشاء الجنب كثيف، والشعب الهوائية والأوعية الدموية (الذيل الشبيه بالذيل) منحنية وعكرة. انخماص الرئة هو أقل الأمراض الجنبية الحميدة المرتبطة بالأسبستوس. إن التعرض للأسبستوس هو السبب الأكثر ترجيحًا اليوم، ولكن يمكن أن يحدث أيضًا بعد حالات طبية أخرى. إنه مرض مزمن، وعادة ما يكون بدون أعراض.

## الاسبست
مرض الأسبستوس هو مرض رئوي طويل الأمد ينتج عن تندب أنسجة الرئة بسبب التعرض طويل الأمد للأسبستوس. يتم تعريفه على أنه تليف رئوي خلالي منتشر بعد التعرض للأسبستوس. يؤثر في البداية على قاعدة الرئة ويظهر عادةً بعد 15 عامًا أو أكثر بعد التعرض الأولي. يحدث هذا بعد التعرض الشديد القوة و/ أو التعرض طويل الأمد للأسبستوس. يعتبر التليف المرتبط بالأسبستوس تدريجيًا، لأنه حتى إذا تم استنشاق المزيد من الأسبستوس، فإنه يستمر في النمو في الرئتين. يمكن أن يتسبب النسيج الندبي في زيادة سماكة الجدران السنخية، وتقليل سعة الرئة، وتسبب تنفس المريض في وقت قصير (ضيق التنفس). أولئك الذين يعانون من قصور القلب وبعض الأورام الخبيثة معرضون لخطر متزايد.

## الأمراض الخبيثة المرتبطة بالأسبستوس

### ورم المتوسطة الخبيث
ورم المتوسطة الخبيث هو ورم عدواني وغير قابل للشفاء يسببه الأسبستوس الناجم عن الخلايا الظهارية الجنبية والصفاقي (جدار التجويف البطني) ونادرًا ما يحدث في مكان آخر. ورم الظهارة المتوسطة الجنبي هو النوع الأكثر شيوعًا من ورم الظهارة المتوسطة، ويمثل حوالي 75% من إجمالي عدد الحالات. يعتبر ورم المتوسطة الصفاقي ثاني أكثر الأنواع شيوعًا، حيث يمثل حوالي 10% إلى 20% من الحالات. يظهر ورم الظهارة المتوسطة 20 إلى 50 سنة بعد التعرض الأولي للأسبستوس. تشمل الأعراض ضيق التنفس وألم الصدر المزمن والسعال وفقدان الوزن. عادةً ما يكون تشخيص ورم الظهارة المتوسطة أمرًا صعبًا وقد يشمل الفحص البدني والأشعة السينية على الصدر واختبارات وظائف الرئة، يليها التصوير المقطعي المحوسب والتصوير بالرنين المغناطيسي. يلزم أخذ خزعة لتأكيد تشخيص ورم الظهارة المتوسطة الخبيث.. إن تشخيص ورم الظهارة المتوسطة سيء للغاية، ويموت معظم المرضى في غضون عام واحد بعد التشخيص. تشمل إستراتيجيات العلاج الجراحة أو العلاج الإشعاعي أو العلاج الكيميائي أو العلاج متعدد الوسائط. لأغراض التشخيص، تم تقييم العديد من المؤشرات الحيوية للورم (بروتين ميسوثوفيلين القابل للذوبان (SMRP) وosteopontin وfibrin 3) حتى يمكن اكتشاف المرض مبكرًا. يعد قياس المؤشرات الحيوية الجديدة مثل المركبات العضوية المتطايرة أثناء الزفير واعدًا أيضًا.

### سرطان الرئة المرتبط بالأسبستوس
يمكن أن يتسبب الأسبستوس في خلع سرطان الرئة وأسباب أخرى لسرطان الرئة. يرتبط التعرض للأسبستوس بجميع الأنواع النسيجية الرئيسية لسرطان الرئة (السرطانة الغدية وسرطان الخلايا الحرشفية وسرطان الخلايا الكبيرة وسرطان الخلايا الصغيرة). تتراوح فترة الحضانة بين التعرض لتطور سرطان الرئة من 20 إلى 30 عامًا. تشير التقديرات إلى أنها تمثل 3-8% من جميع سرطانات الرئة المرتبطة بالأسبستوس. يعتمد خطر الإصابة بسرطان الرئة على مستوى ومدة وتواتر التعرض للأسبستوس (التعرض التراكمي). يعد التدخين وقابلية الفرد للإصابة من العوامل الأخرى التي تسبب سرطان الرئة. المدخنون المعرضون للأسبستوس أكثر عرضة للإصابة بسرطان الرئة. إن التعرض للتدخين والأسبستوس لهما تأثير مضاعف على مخاطر الإصابة بسرطان الرئة. تشمل الأعراض السعال المزمن وألم الصدر وضيق التنفس ونفث الدم (السعال) والصفير أو بحة في الصوت وفقدان الوزن والإرهاق. يشمل العلاج الجراحي إزالة السرطان أو العلاج الكيميائي أو العلاج الإشعاعي أو مزيج من هذه (العلاج متعدد الوسائط). بالإضافة إلى الاكتشاف المبكر للسرطان، فإن التكهن عادة ما يكون ضعيفًا. من بين جميع المرضى الذين تم تشخيص إصابتهم بسرطان الرئة، يمكن لـ 15% فقط البقاء على قيد الحياة لمدة خمس سنوات بعد التشخيص.

## تاريخ
وثقت آلاف المقالات العلمية والطبية فهم الإنسان لمادة الأسبستوس والخطر الذي يهدد حياة الإنسان. يسير هذا الفهم جنبًا إلى جنب مع تطور الثورة الصناعية، خاصة في مصانع النسيج والتعدين في المملكة المتحدة. في التقاضي، غالبًا ما يشار إلى هذه المعرفة على أنها أحدث أو معيار لتحديد ما إذا كانت الشركة تتصرف في نطاق السلوك المهمل. فيما يلي قائمة مرتبة ترتيبًا زمنيًا لبعض أهم المقالات العلمية والطبية قبل عام 1950. وتتعلق هذه المقالات بمعرفة الأسبستوس البشري والأمراض في العلوم والطب.
| سنة  | النشر |
| ---- | --- |
| 1898 | التقرير السنوي لكبير مفتشي المصنع والورشة، الجزء الثاني، "مكتب صاحب الجلالة للقرطاسية.1898: 171-172.                                                                           |
| 1912 | "تأثير غبار الاسبستوس على صحة العاملين في مناجم ومصانع الاسبستوس". نشرة العمل: 761-762. في عام 1912.                                                                           |
| 1918 | هوفمان (1918). الوفيات بسبب أمراض الجهاز التنفسي الناتجة عن تبادل الغبار (الغبار غير العضوي). نحن. قسم إحصاءات العمل، مكتب العمل. ص. 35-47، 163-181.                           |
| 1924 | كوك (دبليو إي) (26 يوليو 1924). "استنشاق غبار الأسبست يسبب تليف رئوي". المجلة الطبية البريطانية. 2 (3317): 147-140.2. دوى: 10.1136 / bmj.2.3317.147. PMC2304688. بميد20771679. |
| 1928 | افتتاحية (1928). التليف الرئوي. جامع 90 (2): 119-120. دوى: 10.1001 / جامع.1928.02690290049014.                                                                                 |
| 1928 | سيمبسون (1929). مرض الأسبستوس الرئوي في جنوب إفريقيا. المجلة الطبية البريطانية. 1 (3516): 885-887. دوى: 10.1136 / BMJ.1.3516.885. PMC 2455583.                                 |
| 1929 | Haduo (AC) (3 أغسطس 1929). مرض غرق الأسبستوس. لانسيت. 214: 231. دوى: 10.1016 / s0140-6736 (01) 04102-2.                                                                        |
| 1929 | وود دبليو بيرتون (دبليو بيرتون) (مايو 1929). "غرق الأسبستوس الرئوي: المظهر الشعاعي لمنظور صدر عامل الأسبستوس." عقدة. 10 (8): 353–363. دوى: 10.1016 / S0041-3879 (29) 80024-4.  |
| 1930 | خطاب، خطاب أجنبي (28 يونيو 1930). سينطبق "قانون التعويض" على مرض غرق الأسبستوس. جاما 94 (26): 2078.doi: 10.1001 / jama.1930.02710520044016.-                                   |
| 1930 | ميلز (RG) (28 يونيو 1930). تقارير حالة. طب مينيسوتا: 495-499. |
| 1930 | افتتاحية (1930). التعليقات الحالية، غرق الاسبستوس في الرئتين. جاما 95 (19): 1431. doi: 10.1001 / jama.1930.02720190042014.                                                     |
| 1930 | ميرويذر، E.R.A. (مايو 1930). "التليف الرئوي وأمراض الرئة الأخرى تحدث بين عمال الأسبستوس." هند هيغ 5. 12: 198-257.                                                              |
| 1930 | الصحة والنظافة الصناعية - مرض الأسبستوس الرئوي. مراجعة العمل الشهرية. 31: 74-76. في عام 1930.                                                                                  |
| 1930 | موسوعة النظافة وعلم الأمراض والرعاية الاجتماعية: المهنة والصحة، المجلد الأول. أنا جنيف: مكتب العمل الدولي. في عام 1930. 189 - 181.                                             |
| 1930 | جاردنر (LU) (1931). البحث عن التهاب الرئة التجريبي: سادسا. تأثير استنشاق غبار الأسبست على عدوى السل الأولية. هند هيغ 2.13: 65-114.                                             |
| 1930 | ب.جوردون (يونيو 1931). التليف الرئوي. مجلة بنسلفانيا الطبية 35: 637-639. |
| 1934 | وودز، دبليو بي. ؛ جلوين، SR (1934). التليف الرئوي. لانسيت. 2 (5808): 1383-1385. دوى: 10.1016 / s0140-6736 (00) 43332-5                                                         |
| 1938 | دريسن (أغسطس 1938). "البحث عن الأسبستوس في صناعة المنسوجات الأسبستوس". نحن. وزارة الخزانة، نشرة الصحة العامة: 1-126.                                                           |
| 1941 | دبلن (1941). الأخطار المهنية وعلامات التشخيص والإعلانات. نحن. معايير العمل بوزارة العمل. 41: الثاني والرابع والخامس و25.                                                       |
| 1942 | هولليب، إيتش بي (1942). سرطان الشعب الهوائية الظهارية والتليف الرئوي. المجلة الأمريكية لعلم الأمراض: 123-131                                                                   |
| 1944 | Weidler (1944). الأسبست وسرطان الرئة. إعلان صحي. 19: 362. |
| 1944 | افتتاحية (25 نوفمبر 1944). سرطان البيئة. جامع 126 (13): 836. دوى: 10.1001 / جامع.1944.02850480036012.                                                                          |
| 1944 | هاتشينسون (1944). الغبار كخطر على الصحة الصناعية. التدفئة والتهوية. 41 (6): 57-61.                                                                                             |
| 1946 | فلايشر (WFF) (1946). "التحقيق في الحالة الصحية لخط الأنابيب الذي يغطي العمليات في بناء السفن البحرية." مجلة النظافة الصناعية والسموم. 1: 9-16. بميد 21016030.                  |
| 1948 | لينش (كم) (1948). مرض الأسبستوس الرابع: تحليل أربعين حالة تشريح، أمراض صدرية: 79-81.                                                                                           |
| 1949 | Merewether (1949). التقرير السنوي للمفتش العام للمصنع عام 1947. لندن: ج. غرفة القرطاسية. : 79-81                                                                               |
| 1949 | وايرز (1949). مرض غرق الأسبستوس. المجلة الطبية للدراسات العليا. 25 (290): 631 - 638. دوى: 10.1136 / pgmj.25.290.631. PMC2530167. بميد 15396262.                                |